# Episodi di Iridella
La prima e unica stagione della serie televisiva Iridella è stata trasmessa in prima visione in syndication tra il 27 giugno 1984 e il 24 luglio 1986.
| N° | Ordine cronologico originale | Titolo originale                       | Titolo italiano                       | Prima TV USA    | Prima TV Italia |
| -- | ---------------------------- | -------------------------------------- | ------------------------------------- | --------------- | --------------- |
| 01 | 04                           | Beginning of Rainbowland (Part 1)      | Nasce il paese dell'arcobaleno        | 22 aprile 1985  | 1986            |
| 02 | 05                           | Beginning of Rainbowland (Part 2)      | Alla ricerca della sfera di luce      | 23 aprile 1985  | 1986            |
| 03 | 01                           | Peril in the Pits                      | Iridella trova un amico               | 27 giugno 1984  | 1986            |
| 04 | 02                           | The Mighty Monstromurk Menace (Part 1) | Tutti contro Mostromurk               | 4 dicembre 1984 | 1986            |
| 05 | 03                           | The Mighty Monstromurk Menace (Part 2) | La sconfitta di Murky                 | 5 dicembre 1984 | 1986            |
| 06 | 06                           | Invasion of Rainbowland                | L'invasione del Paese dell'Arcobaleno | 5 giugno 1986   | 1986            |
| 07 | 07                           | Mom                                    | Il primo giorno di primavera          | 12 giugno 1986  | 1986            |
| 08 | 08                           | Rainbow Night                          | La notte di Iridella                  | 19 giugno 1986  | 1986            |
| 09 | 09                           | Star Sprinkled                         | Polvere di stelle                     | 26 giugno 1986  | 1986            |
| 10 | 10                           | Chasing Rainbows                       | Caccia a Iridella                     | 3 luglio 1986   | 1986            |
| 11 | 11                           | Murky's Comet                          | La cometa di Murky                    | 10 luglio 1986  | 1986            |
| 12 | 12                           | A Horse of a Different Color           | La grande corsa                       | 17 luglio 1986  | 1986            |
| 13 | 13                           | The Queen of the Sprites               | La regina dei folletti                | 24 luglio 1986  | 1986            |